# Desastre de Granville
O desastre ferroviário de Granville ocorreu na terça-feira, 18 de janeiro de 1977, em Granville, um subúrbio a oeste de Sydney, Nova Gales do Sul, Austrália, quando um trem de passageiros lotado descarrilou, atingindo os suportes de uma ponte rodoviária que desabou sobre dois vagões de passageiros. O inquérito oficial concluiu que a principal causa do acidente foi a má fixação dos trilhos.
Esse continua sendo o pior desastre ferroviário da história da Austrália; 83 pessoas morreram e 213 ficaram feridas. Uma 84ª vítima, uma criança ainda não nascida, foi adicionada à lista de fatalidades em 2017.

## Desastre
O trem envolvido no desastre consistia em oito vagões de passageiros puxados pela locomotiva elétrica 4620, da classe 46, e havia iniciado sua viagem em direção a Sydney, vindo de Mount Victoria, nas Blue Mountains, às 6h09. Aproximadamente às 8h10, o trem estava se aproximando da estação ferroviária de Granville quando a locomotiva descarrilou e atingiu um dos pilares de aço e concreto que sustentavam a ponte que levava à rua Bold Street sobre a ferrovia.
A locomotiva descarrilada e os dois primeiros vagões passaram pela ponte. O primeiro vagão, que se soltou dos outros vagões, foi arrancado quando colidiu com um mastro cortado ao lado do trilho, matando oito passageiros. Os demais vagões pararam com o segundo vagão livre da ponte. A metade traseira do terceiro vagão e a metade dianteira do quarto vagão pararam sob a ponte enfraquecida, cujo peso foi estimado em 570 toneladas. Em segundos, com todos os seus suportes demolidos, a ponte e vários vagões sobre ela desabaram sobre os vagões, esmagando-os e aos passageiros que estavam dentro.

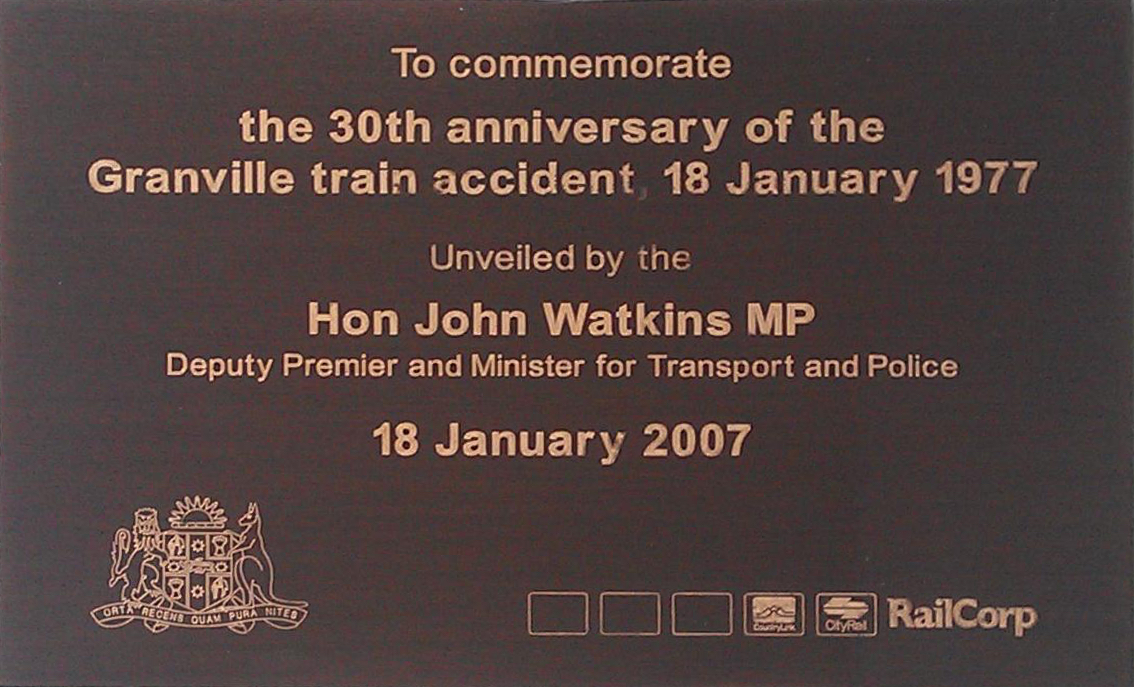
Placa de homenagem na estação de Granville.

Do total de passageiros que viajavam no terceiro e quarto vagões, metade morreu instantaneamente quando a ponte caiu sobre eles, esmagando-os em seus assentos. Vários passageiros feridos ficaram presos no trem por horas após o acidente, com parte da ponte esmagando um membro ou o tronco. Alguns estavam conscientes e lúcidos, conversando com os socorristas, mas morreram de síndrome de esmagamento logo depois que o peso foi removido de seus corpos. Isso resultou em mudanças nos procedimentos de resgate para esse tipo de acidente. Os socorristas também enfrentaram maiores dificuldades, pois o peso da ponte ainda estava esmagando os vagões afetados, reduzindo o espaço em que eles tinham que trabalhar para retirar os sobreviventes, até que foi declarado que ninguém poderia tentar entrar até que a ponte fosse levantada. Pouco tempo depois, a ponte se acomodou mais 5 centímetros sobre o trem, prendendo dois socorristas e esmagando um gerador portátil "como se fosse manteiga".
Outro perigo veio do gás; os cilindros de gás de petróleo liquefeito (GLP) eram mantidos a bordo do trem durante todo o ano para serem usados no inverno para aquecimento. Várias pessoas foram atingidas pelo gás que vazava dos cilindros rompidos. O vazamento de gás também impediu o uso imediato de ferramentas de resgate motorizadas. A brigada de incêndio de New South Wales forneceu equipamentos de ventilação para dissipar o gás e um suprimento constante de água foi borrifado sobre o local do acidente para evitar a possibilidade de ignição do gás.
O maquinista do trem, seu auxiliar e os motoristas, incluindo um motociclista que dirigia na ponte caída, todos sobreviveram. A operação durou das 8h12 da manhã de terça-feira até as 6h da manhã de quinta-feira. No final, 84 pessoas morreram no acidente, incluindo uma criança que ainda não havia nascido.

## Consequências
A ponte foi reconstruída como um único vão sem nenhum pilar de apoio intermediário. Outras pontes semelhantes à ponte destruída tiveram seus pilares reforçados.

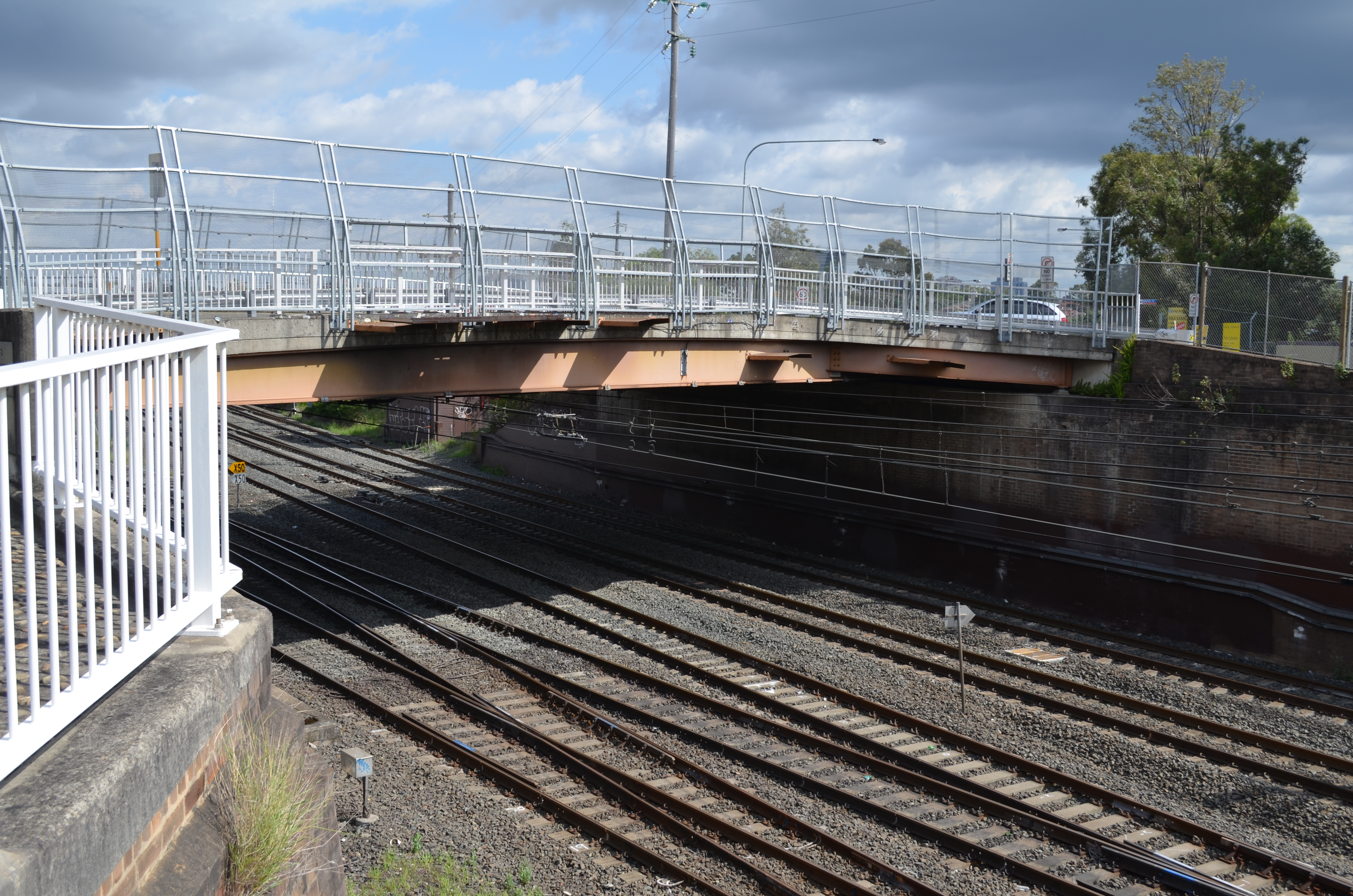
A ponte de substituição.

O inquérito original sobre o acidente constatou que a principal causa do acidente foi "a condição muito insatisfatória da via permanente", ou seja, a fixação ruim do trilho, fazendo com que o trilho se espalhasse e permitindo que a roda dianteira esquerda da locomotiva saísse do trilho. Outros fatores que contribuíram para o acidente foram a estrutura da própria ponte. Quando construída, descobriu-se que a sua base era um metro mais baixa do que a estrada. O concreto foi adicionado ao topo para elevar a superfície até o nível da estrada. Esse peso adicional contribuiu significativamente para a destruição dos vagões de madeira dos trens. O desastre provocou aumentos substanciais nos gastos com manutenção ferroviária. O maquinista do trem, Edward Olencewicz, foi exonerado pelo inquérito.
A Granville Train Disaster Association Inc. foi formada 39 anos após o acidente para representar as pessoas afetadas. Barry Gobbe, Meredith Knight, o Ministro dos Transportes Andrew Constance e a primeira-ministra de Nova Gales do Sul Gladys Berejiklian solicitaram um pedido de desculpas pela forma como as vítimas do desastre foram tratadas pelo governo da época. Em 4 de maio de 2017, Berejiklian apresentou um pedido formal de desculpas às vítimas do desastre, no parlamento de Nova Gales do Sul.

### Memorial

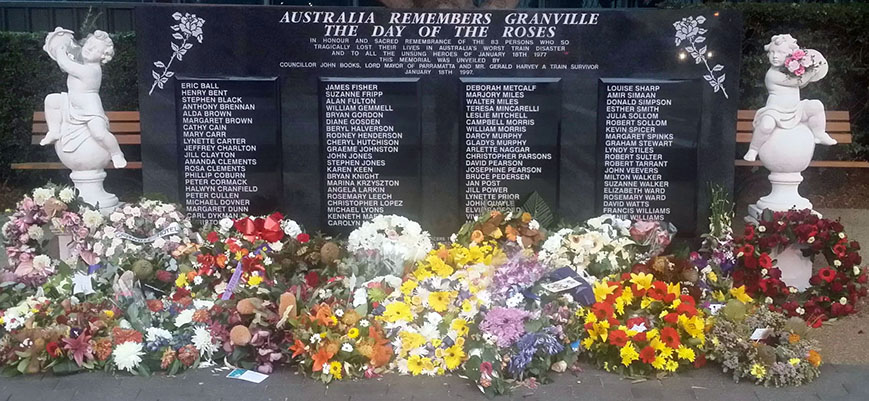
Muro do Memorial do Desastre de Trem de Granville.

Familiares e amigos das vítimas e sobreviventes se reúnem anualmente com os membros sobreviventes das equipes de resgate. A cerimônia termina com o lançamento de 84 rosas nos trilhos para marcar o número de passageiros mortos. Em 2007, uma placa foi colocada na ponte para marcar os esforços dos trabalhadores ferroviários que ajudaram a resgatar os sobreviventes do trem.
O grupo original, conhecido como "the trust", apresentou propostas sobre questões de segurança ferroviária, recomendando até que as multas por violações de segurança fossem dedicadas a melhorias na segurança ferroviária, e fazendo campanha para a criação de um ombudsman independente de segurança ferroviária.
- Mídia

- Um documentário para a televisão, The Day of the Roses, foi produzido em 1998 sobre o acidente.
- The Granville Train Disaster: 35 Years of Memories - um livro de 2011 de B. J. Gobbe, um trabalhador de emergência que participou do incidente.[15]
- Um documentário para a televisão, The Train, produzido por Graham McNeice da Shadow Productions, foi ao ar em 2012 no The History Channel Australia sobre o acidente e narrado por Brian Henderson.[16]
- Revisiting the Granville Train Disaster of 1977 - um livro de 2017 de B. J. Gobbe.[17]
- O programa You Can't Ask That, da ABC, série 4, episódio 8 ("Disaster Survivors"), apresentou uma vítima do acidente que falou sobre o que aconteceu e os impactos de longo prazo em sua vida.